# عباس فرات اليزدي
ميرزا عبّاس خان بن محمد كاظم اليَزدي اشتهر بتخلصه في الشعر بـ فُرات اليزدي (1894 - 18 نوفمبر 1968) شاعر إيراني. يعتبر من الشعراء الغزل ونظم بعض فكاهيات أيضا و كان ينشر بعض أشعاره باسم المستعار ابن جني. هو من الشعراء الكلاسيكيين الفرس وابرز في الغزل ونُظِم أكثر من سبعة آلاف أبيات.

## سيرته
ولد عباس بن محمد كاظم اليزدي في مدينة يزد سنة 1894 وتعلم بها ثم ذهب إلى أصفهان وخراسان وطهران لدراسة الفقه والمبادئ وانتهى تعليمه في مدرسة دار الفنون بطهران. عندما تأسست الجمعية الأدبية الإيرانية، كان أمين لها في سنة في عام 1919. ثم أصبح عضوا فيها وعمل مدرسا. قام بنشر بعض نظمه في 1946 وكان عضو رئيسي للجمعية توفيق الأدبية.
توفي في 18 نوفمبر 1968/ 27 شعبان 1388 بطهران و دفن بها.

## آثاره
- ثمرات
- نعمات
- قطرات
- لمعات
- نفحات
- ديوان

## من شعره
فخر بعلم و ادب بُوَد نه باجداد

برتری و سروری باصل و نسب نیست

بی‌خبر از خلق و جمله در پی خویشیم

این همه بیچارگی بدون سبب نیست
مفادها لا فخر بالأجداد فعلمنا فخر لنا - ولا سيادة للنسب/نجهل الناس ونسعى لأنفسنا - هذا [الكثير من] البؤس (الحقارة) ليس بلا سبب.